# Beethovenův Hradec
Beethovenův Hradec je festival vážné hudby pořádaný každoročně na zámku Hradec nad Moravicí v prostorách Červeného zámku. Festival patří k největším kulturním akcím v Moravskoslezském kraji. Od roku 2014 byl festival pořádán Maticí slezskou, v roce 2020 převzala pořadatelství Základní umělecká škola, Opava, p. o.

## Historie
První ročník festivalu inspirovaného dvěma pobyty Ludwiga van Beethovena na hradeckém zámku se konal v roce 1960. O rok později se konala soutěž ve skladbě a od roku 1962 se zde pořádají klavírní soutěže. V novější historii festivalu se každý rok střídají soutěže klavírní, houslové, violové a violoncellové. Soutěž je tříkolová, finálové kolo se koná ve spolupráci s Janáčkovou filharmonií Ostrava. Mezinárodní porota uděluje tři hlavní ceny a několik mimořádných cen.
Soutěž se těší světovému renomé a pro laureáty tvoří významné místo v životopisu. Vždyť mezi vítěze se v minulosti zařadily osobnosti jako houslisté Ivan Ženatý, Hana Kotková, Jiří Vodička, Martina Bačová, violisté Ladislav Kyselák, Jan Pěruška, Alexander Besa, Jitka Hosprová, violoncellisté Miroslav Petráš, Michaela Fukačová, Daniel Veis, Jiří Bárta, z klavíristů Jiří Skovajsa, Ivan Klánský, Jan Jiraský či Eliška Novotná. Mnozí z nich hradeckou soutěž navštěvují v roli interpretů, porotců, korepetitorů či pedagogů nastupující hudební generace. Festival Beethovenův Hradec je podporován několika veřejnými i soukromými subjekty.